# Sašo Mirjanič
Sašo Mirjanič, född den 27 januari 1968 i Koper i Slovenien, död 25 september 1994 i Žirovnica, var en slovensk roddare.
Han tog OS-brons i fyra utan styrman i samband med de olympiska roddtävlingarna 1992 i Barcelona.